# Náng
Náng hay đại tướng quân, chuối nước, tỏi voi (danh pháp hai phần: Crinum asiaticum) là một loài thực vật thuộc họ Náng (còn gọi là họ Loa kèn đỏ, Amaryllidaceae). Loài này có thể thấy ở Trung Quốc, Ấn Độ, Nhật Bản và Việt Nam.

## Đặc điểm
Mô tả: Cây thân thảo lưu niên, cao 1m, có hành (giò) cỡ trung bình, hình trứng, đường kính 5–10 cm, thót lại thành cổ dài 12–15 cm hay hơn. Lá mọc từ gốc, nhiều, hình dải ngọn giáo, lõm, có khía ở trên, mép nguyên, dài tới hơn 1m, rộng 5–10 cm. Cụm hoa hình tán nằm ở đầu một cán dẹp dài 40–60 cm, to bằng ngón tay, mang 6-12 hoa, có khi nhiều hơn, màu trắng, có mùi thơm về chiều, bao bởi những mo dài 8–10 cm. Hoa có ống mảnh, màu lục, các phiến hoa giống nhau, hẹp, dài, 6 nhị có chỉ nhị đỏ, bao phấn vàng. Quả mọng hình gần tròn, đường kính 3–5 cm, thường chỉ chứa một hạt.
Cây ra hoa vào mùa hè.
Bộ phận dùng: Toàn cây - Herba Crini Asiatici.
Nơi sống và thu hái: Loài phân bố từ Ấn Độ qua Inđônêxia tới đảo Molluyc. Ở nước ta, cây mọc hoang dại ở những nơi ẩm mát, dựa rạch, cũng thường trồng làm cảnh; người ta thường tách các hành con để trồng. Để làm thuốc, người ta thu hái các bộ phận khác nhau của cây quanh năm, dùng tươi hay phơi khô.
Thành phần hoá học: Các bộ phận của cây, nhất là hành chứa lycorin. Rễ cây chứa alcaloid harcissin (lycorin), vitamin và các hợp chất kiềm có mùi hôi của tỏi. Hạt chứa lycorin và crinamin.
Tính vị, tác dụng: Hành của Náng có vị đắng; có tác dụng bổ, nhuận tràng, long đờm. Rễ tươi gây nôn, làm mửa và làm toát mồ hôi. Hạt tẩy, lợi tiểu và điều kinh. Lá làm long đờm.
Trong y học Đông phương, người ta xem Náng có vị cay, tính mát, có độc; có tác dụng thông huyết, tán ứ, tiêu sưng, giảm đau. Hành của nó có vị đắng, hôi, tính nóng; có tác dụng khư phong tán hàn, giải độc tiêu sưng.

## Sử dụng
- Công dụng: Toàn cây dùng trị: 1. Đau họng, đau răng; 2. Đinh nhọt, viêm mủ da, loét ở móng, ở bàn chân; 3. Đòn ngã tổn thương, đau các khớp xương; 4. Rắn cắn. Ngày dùng 3-10g, dạng thuốc sắc. Dùng ngoài, giã cây tươi đắp.

Ở Ấn Độ, người ta còn dùng hành của cây để trị chứng thiếu mật và những rối loạn đường tiết niệu. Lá được dùng đắp trị bệnh ngoài da và làm tan sưng.
Đơn thuốc:
1. Bong gân, sai gân khi bị ngã, đau các khớp xương, dùng lá Náng tươi giã ra, thêm ít rượu, nướng nóng đắp vào chỗ đau rồi băng lại.
Hoặc dùng 10 lá Náng, 10g lá Dây đòn gánh, 8g lá Bạc thau, giã đắp.
2. Mụn nhọt, rắn cắn, bệnh ngoài da, trĩ ngoại, giã lá Náng tươi đắp, hoặc ép lấy nước uống.
3. Gây nôn, làm toát mồ hôi, làm long đờm, dùng hành ép lấy nước, pha loãng uống.
Ghi chú: Nếu ăn phải hành của Náng, hoặc uống nước ép đặc sẽ bị nôn mửa, đau bụng, ỉa chảy, mạch nhanh, hô hấp không đều, nhiệt độ cơ thể cao, thì giải độc bằng nước trà đặc hoặc dung dịch acid tannic 1-2%. Hoặc cho uống nước đường, nước muối loãng; cũng có thể dùng giấm với nước Gừng (tỷ lệ 2:1) cho uống.

## Hình ảnh

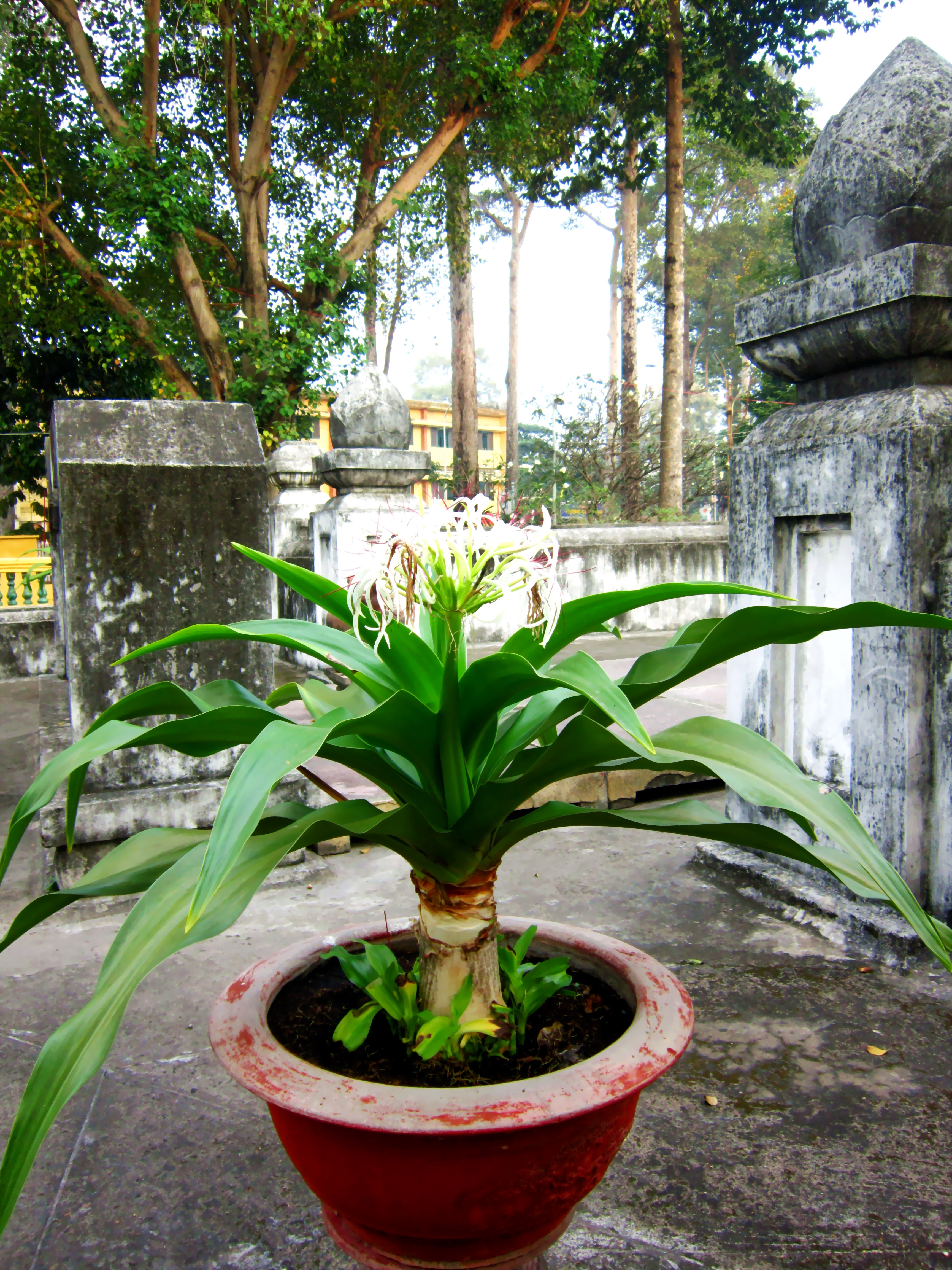
Cây đại tướng quân được trồng trước mộ Tả quân Lê Văn Duyệt.
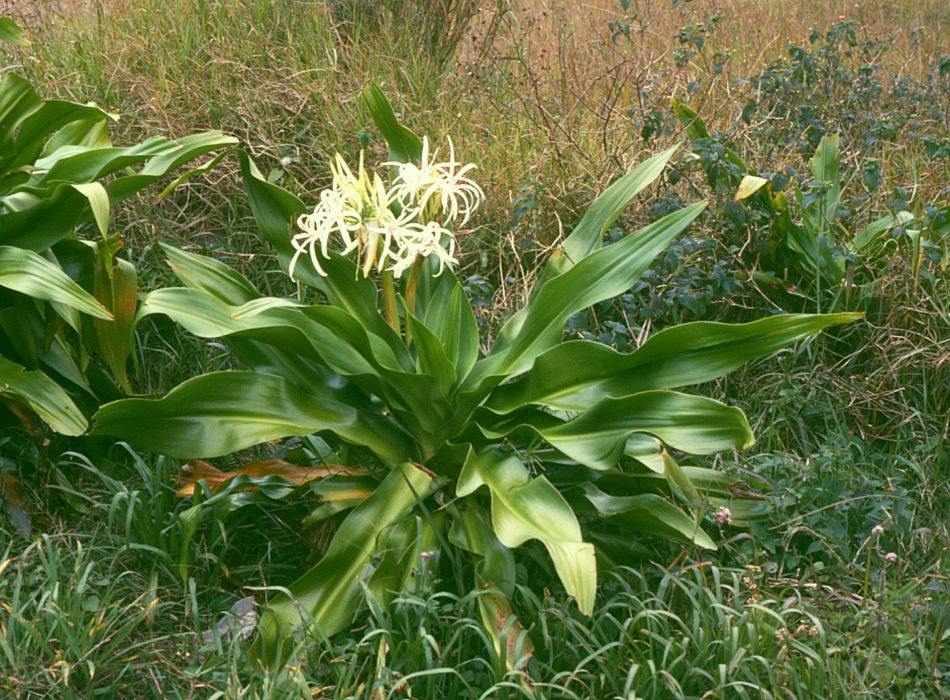
Bụi cây náng
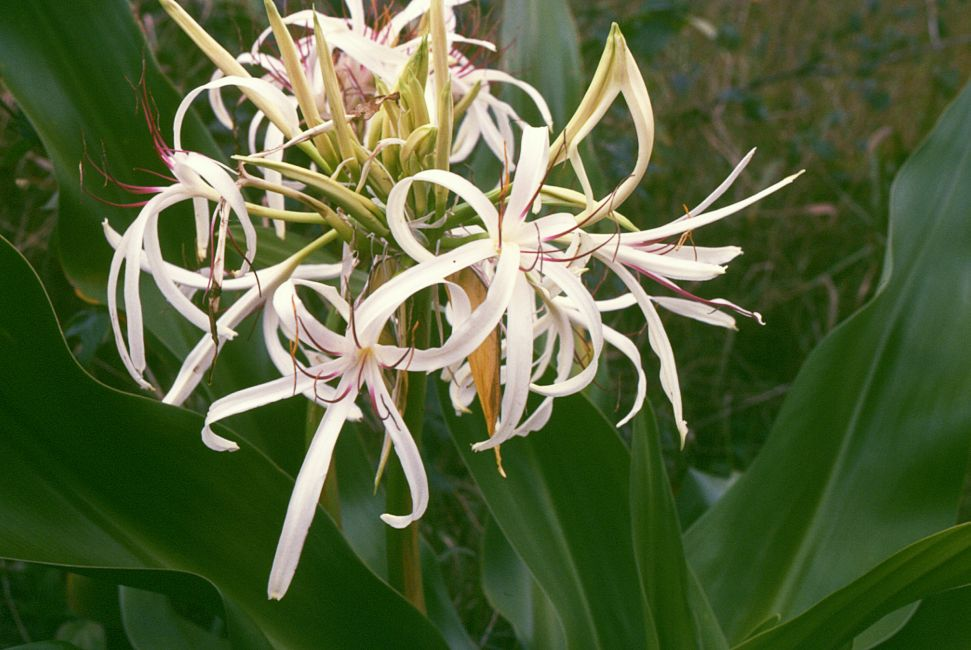
Lá và hoa náng
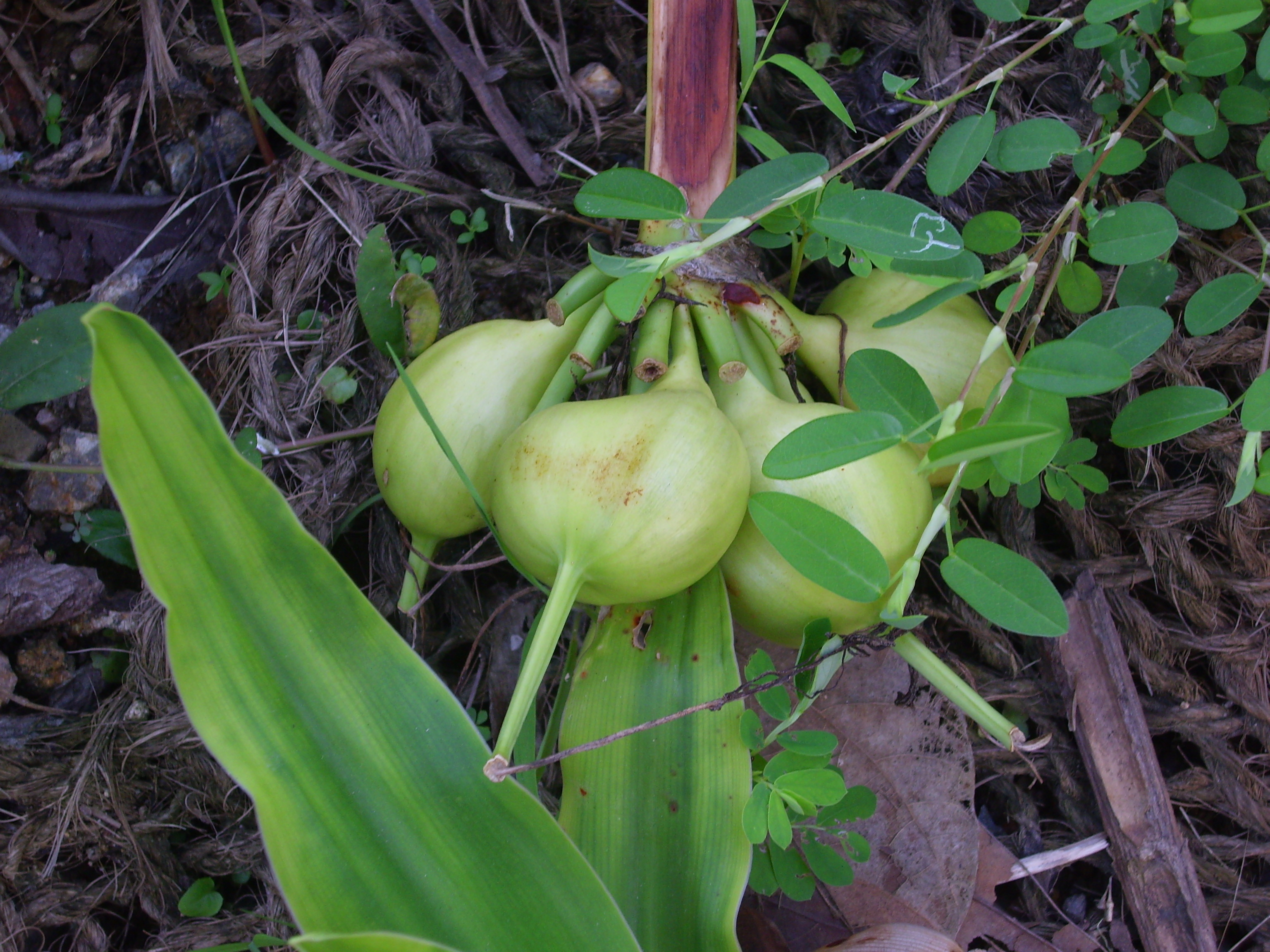
Quả náng